# 성낙만
성낙만(成樂滿 1975년 10월 19일 ~ )은 대한민국의 배우이다. 한때 데뷔 초기에 성진(成鎭)이라는 예명으로 활동하였다.

## 생애
본관은 창녕(昌寧)이며 그는 1994년 연극배우 첫 데뷔를 하였고 이어 같은 해 1994년 KBS 한국방송공사 드라마 《딸부잣집》에 첫 출연하였으며 이듬해 1995년 패션&CF모델 활약을 잠시 하였고 이듬해 1996년 KBS 한국방송공사 드라마 《사랑이 꽃피는 계절》로 정식 KBS 특채 연기자 데뷔하였다.
신장은 183cm이고 체중은 72kg인 그는 한때 데뷔 초기에 성진이라는 예명으로 활동하였다가 1998년부터 성낙만 본명으로 연기자 활동을 하고 있었다가 1999년 2월에서 2001년 4월까지 군 복무(육군 수도군단 예하 700특공연대를 거쳐 국방홍보원에서 대한민국 육군 사병으로 군 복무)를 하였고 군 복무를 마친 이후 연기자 활약을 계속하였다.

## 출연작

### 뮤지컬
- 2002년 《홍가와라》 ... 주인공 홍가와라 역
- 2002년 《Oops》 ... 주인공 백무식 역

### 텔레비전 드라마
- 1996년 KBS 한국방송공사 청춘드라마 《사랑이 꽃피는 계절》
- 1996년 KBS 한국방송공사 청소년드라마 《스타트》 ... 주인공 강성진 역
- 1997년 MBC 문화방송 주간드라마 《베스트극장》
- 1997년 SBS 서울방송 주말특별기획드라마 《아름다운 그녀》
- 1997년 SBS 서울방송 일요시트콤 《LA아리랑》
- 1997년 KBS 한국방송공사 일일드라마 《정 때문에》 ... 양재수 역
- 1998년 KBS 한국방송공사 청소년드라마 《신세대 보고 어른들은 몰라요》
- 1998년 EBS 한국교육방송공사 청소년드라마 《내일》
- 1998년 MBC 문화방송 일일시트콤 《남자 셋 여자 셋》 ... 문화대학교 중국어학과 3학년 학생 이세민 역으로 카메오
- 2002년 SBS 서울방송 주말극장 《그 여자 사람 잡네》 ... 오백수 역
- 2002년 KBS 한국방송공사 대하드라마 《제국의 아침》 ... 경춘원군[1] 역
- 2003년 SBS 서울방송 오픈드라마 《남과 여》
- 2003년 SBS 서울방송 설특집드라마 《도토리묵》
- 2003년 EBS 한국교육방송공사 주간사극드라마 《역사극장》
- 2006년 SBS 서울방송 추석특집드라마 《깜근이 엄마》

### TV 프로그램
- 1996년 KBS 한국방송공사 《슈퍼 선데이》
- 1997년 SBS 서울방송 《아이 러브 코미디》 ... MC
- 1997년 SBS 서울방송 《좋은 친구들》
- 1996년 ~ 1998년 KBS 한국방송공사 《가족오락관》 (1년에 2~3회 게스트로 출연)

### 라디오 프로그램
- 2015년 EBS FM 《EBS 책 읽는 라디오 낭독 시리즈》